# Le Vaumain
Le Vaumain est une commune française située dans le département de l'Oise, en région Hauts-de-France.

## Géographie

### Localisation
La commune est située à 11 km au nord-est de Gisors et 22 km au sud-ouest de Beauvais.
Elle est traversée par la vallée de l'Aunette. Une vallée sèche s'en détache le Fond Cagnier, jusqu'au hameau des Maisonnettes, sur un plateau où se situe également le hameau de la Fonderie, plus à l'est. Au sud, un plan d'eau artificiel borde l'Aunette près du Moulin de la Forge et un autre de moindre étendue, en amont, au Moulin Vieux.
L'église est construite au fond de la vallée à 96 m d'altitude, près du village, alors que la commune culmine à 184 m au nord, en bordure du Bois du Vaumain qui est une extrémité d'un massif forestier en grande partie constitué par la forêt de Thelle sur des communes voisines.
Un lavoir avait été construit en contrebas du village, à côté de la Source Barnabot.

### Communes limitrophes
|            | Lalandelle  |         |
| Flavacourt | Vaumain     | Labosse |
|            | Boutencourt |         |

### Hydrographie
La commune est située dans le bassin Seine-Normandie. Elle est drainée par l'Aunette,.

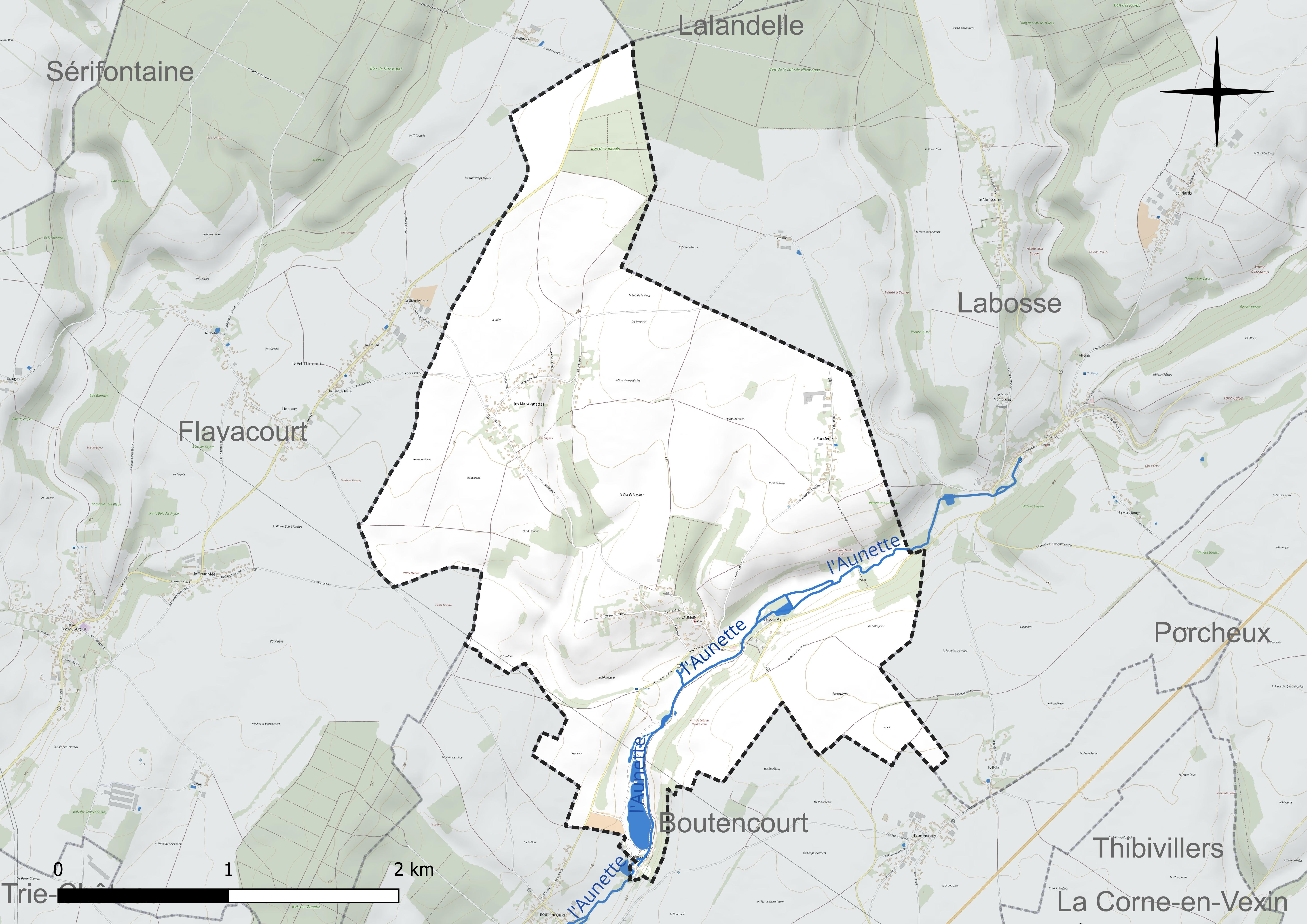
Réseau hydrographique du Vaumain.

### Climat
Pour des articles plus généraux, voir Climat des Hauts-de-France et Climat de l'Oise.
En 2010, le climat de la commune est de type climat océanique dégradé des plaines du Centre et du Nord, selon une étude du CNRS s'appuyant sur une série de données couvrant la période 1971-2000. En 2020, Météo-France publie une typologie des climats de la France métropolitaine dans laquelle la commune est exposée à un climat océanique et est dans la région climatique  Sud-ouest du bassin Parisien, caractérisée par une faible pluviométrie, notamment au printemps (120 à 150 mm) et un hiver froid (3,5 °C). 
Pour la période 1971-2000, la température annuelle moyenne est de 10,5 °C, avec une amplitude thermique annuelle de 14,5 °C. Le cumul annuel moyen de précipitations est de 766 mm, avec 11,9 jours de précipitations en janvier et 8,4 jours en juillet. Pour la période 1991-2020, la température moyenne annuelle observée sur la station météorologique la plus proche, située sur la commune de Jaméricourt à 4 km à vol d'oiseau, est de 11,0 °C et le cumul annuel moyen de précipitations est de 695,7 mm,. Pour l'avenir, les paramètres climatiques de la commune estimés pour 2050 selon différents scénarios d'émission de gaz à effet de serre sont consultables sur un site dédié publié par Météo-France en novembre 2022.
| Mois                                  | jan.           | fév.            | mars          | avril         | mai           | juin            | jui.           | août           | sep.          | oct.          | nov.            | déc.             | année      |
| ------------------------------------- | -------------- | --------------- | ------------- | ------------- | ------------- | --------------- | -------------- | -------------- | ------------- | ------------- | --------------- | ---------------- | ---------- |
| Température minimale moyenne (°C)     | 1,5            | 1,4             | 3,1           | 4,5           | 7,5           | 10,3            | 12,3           | 12,4           | 10            | 7,7           | 4,4             | 2                | 6,4        |
| Température moyenne (°C)              | 4,1            | 4,6             | 7,3           | 9,8           | 13,1          | 16,2            | 18,7           | 18,5           | 15,4          | 11,7          | 7,4             | 4,6              | 11         |
| Température maximale moyenne (°C)     | 6,7            | 7,8             | 11,6          | 15,2          | 18,6          | 22,1            | 25,1           | 24,7           | 20,8          | 15,7          | 10,4            | 7,1              | 15,5       |
| Record de froid (°C) date du record   | −14,8 09.01.09 | −14,6 07.02.12  | −9,6 01.03.05 | −6 06.04.21   | −1,8 06.05.19 | −0,7 05.06.1991 | 2,6 04.07.1990 | 2,7 28.08.1998 | 0,1 30.09.18  | −4,1 28.10.03 | −8,6 24.11.1998 | −11,1 29.12.1996 | −14,8 2009 |
| Record de chaleur (°C) date du record | 15,6 27.01.03  | 19,4 24.02.1990 | 24,7 31.03.21 | 27,2 29.04.10 | 31 27.05.05   | 37,6 27.06.11   | 41,8 25.07.19  | 39,8 12.08.03  | 34,8 09.09.23 | 28,6 01.10.11 | 21,2 01.11.14   | 16,6 07.12.00    | 41,8 2019  |
| Précipitations (mm)                   | 60,5           | 49,8            | 50,7          | 49,3          | 59,1          | 54,1            | 61             | 56,4           | 47,9          | 63,1          | 64,4            | 79,4             | 695,7      |

## Urbanisme

### Typologie
Au 1er janvier 2024, Le Vaumain est catégorisée commune rurale à habitat dispersé, selon la nouvelle grille communale de densité à sept niveaux définie par l'Insee en 2022.
Elle est située hors unité urbaine. Par ailleurs la commune fait partie de l'aire d'attraction de Paris, dont elle est une commune de la couronne,. Cette aire regroupe 1 929 communes,.

### Occupation des sols
L'occupation des sols de la commune, telle qu'elle ressort de la base de données européenne d'occupation biophysique des sols Corine Land Cover (CLC), est marquée par l'importance des territoires agricoles (90,8 % en 2018), une proportion identique à celle de 1990 (90,8 %). La répartition détaillée en 2018 est la suivante : 
terres arables (74,2 %), prairies (11,2 %), forêts (6 %), zones agricoles hétérogènes (5,5 %), zones urbanisées (3,2 %). L'évolution de l'occupation des sols de la commune et de ses infrastructures peut être observée sur les différentes représentations cartographiques du territoire : la carte de Cassini (XVIIIe siècle), la carte d'état-major (1820-1866) et les cartes ou photos aériennes de l'IGN pour la période actuelle (1950 à aujourd'hui).

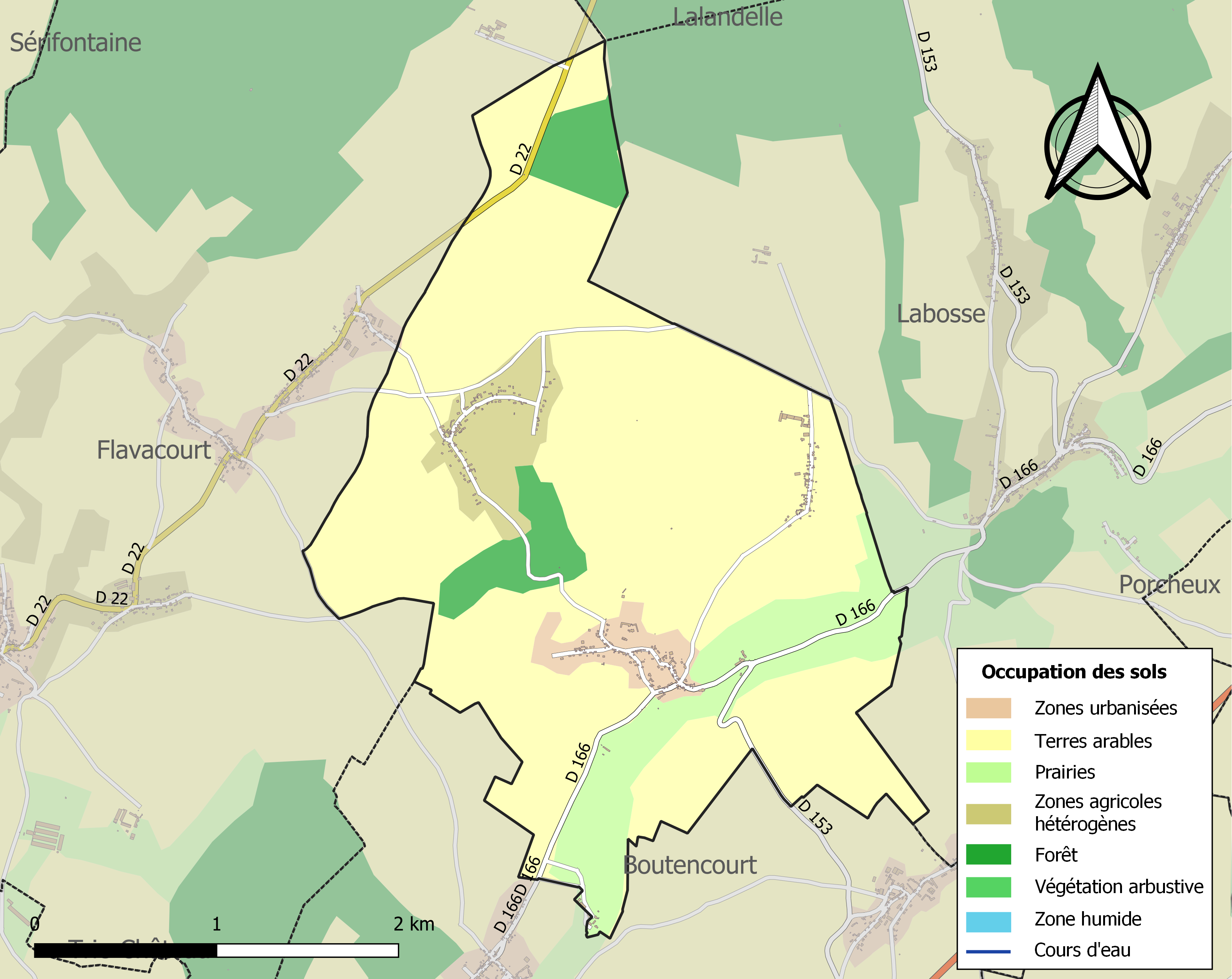
Carte des infrastructures et de l'occupation des sols de la commune en 2018 (CLC).

### Voies de communication et transports
La commune est desservie, en 2023, par les lignes 6105, 6136 et 6145 du réseau interurbain de l'Oise.

## Toponymie
Varmonis villa au XIe siècle, Villa Manus vers 1220, Waumais vers 1230, Vallis media en 1240. La première partie du mot est claire, l'ancien français val, vau, issu du latin vallis « vallée », ce qui correspond bien à la topographie du lieu. La seconde partie reçoit diverses explications, sans certitude :
- du nom d'homme germanique Magin[16]
- du latin magnus « grand »[16]
- de l'ancien français meins, mains, moins, issu du latin minus « moindre, plus petit »[15]
- de l'ancien français mais, variante de manse « lot de terre avec habitation, exploité par un seul tenancier », issu  du bas latin mansus[15]

Mais Charles Rostaing a privilégié l'hypothèse du nom germanique *Warmo ou Walamund, tardivement influencé par mansus.

## Politique et administration
| Période                                  | Période                       | Identité         | Étiquette | Qualité |
| ---------------------------------------- | ----------------------------- | ---------------- | --------- | --- |
| Les données manquantes sont à compléter. |                               |                  |           | |
| mars 2001                                | 2008                          | Monique Mesnard  |           | |
| 2008                                     | En cours (au 2 décembre 2020) | Jean-Michel Duda | UMP → LR  | Chef d'entreprise retraité Président de la CC du Pays de Bray (2020 → ) Vice-président du PETR du Grand Beauvaisis (2020 → ) Réélu pour le mandat 2020-2026 |

## Population et société

### Démographie

#### Évolution démographique
L'évolution du nombre d'habitants est connue à travers les recensements de la population effectués dans la commune depuis 1793. Pour les communes de moins de 10 000 habitants, une enquête de recensement portant sur toute la population est réalisée tous les cinq ans, les populations de référence des années intermédiaires étant quant à elles estimées par interpolation ou extrapolation. Pour la commune, le premier recensement exhaustif entrant dans le cadre du nouveau dispositif a été réalisé en 2004.

En 2022, la commune comptait 409 habitants, en évolution de +14,57 % par rapport à 2016 (Oise : +0,87 %, France hors Mayotte : +2,11 %).
| 1793 | 1800 | 1806 | 1821 | 1831 | 1836 | 1841 | 1846 | 1851 |
| ---- | ---- | ---- | ---- | ---- | ---- | ---- | ---- | ---- |
| 500  | 579  | 584  | 551  | 576  | 557  | 552  | 556  | 563  |

| 1856 | 1861 | 1866 | 1872 | 1876 | 1881 | 1886 | 1891 | 1896 |
| ---- | ---- | ---- | ---- | ---- | ---- | ---- | ---- | ---- |
| 529  | 534  | 488  | 442  | 407  | 407  | 391  | 373  | 329  |

| 1901 | 1906 | 1911 | 1921 | 1926 | 1931 | 1936 | 1946 | 1954 |
| ---- | ---- | ---- | ---- | ---- | ---- | ---- | ---- | ---- |
| 281  | 272  | 243  | 283  | 298  | 227  | 218  | 201  | 201  |

| 1962 | 1968 | 1975 | 1982 | 1990 | 1999 | 2004 | 2006 | 2009 |
| ---- | ---- | ---- | ---- | ---- | ---- | ---- | ---- | ---- |
| 172  | 165  | 161  | 193  | 279  | 307  | 344  | 349  | 342  |

| 2014 | 2019 | 2022 | - | - | - | - | - | - |
| ---- | ---- | ---- | - | - | - | - | - | - |
| 356  | 403  | 409  | - | - | - | - | - | - |

#### Pyramide des âges
La population de la commune est relativement jeune.
En 2018, le taux de personnes d'un âge inférieur à 30 ans s'élève à 36,7 %, soit en dessous de la moyenne départementale (37,3 %). À l'inverse, le taux de personnes d'âge supérieur à 60 ans est de 25,6 % la même année, alors qu'il est de 22,8 % au niveau départemental.
En 2018, la commune comptait 194 hommes pour 194 femmes, soit un taux de 50 % de femmes, légèrement inférieur au taux départemental (51,11 %).
Les pyramides des âges de la commune et du département s'établissent comme suit.
| Hommes | Classe d’âge | Femmes |
| ------ | ------------ | ------ |
| 0,0    | 90 ou +      | 0,0    |
| 3,5    | 75-89 ans    | 5,4    |
| 20,4   | 60-74 ans    | 21,8   |
| 20,9   | 45-59 ans    | 15,8   |
| 18,4   | 30-44 ans    | 20,3   |
| 12,4   | 15-29 ans    | 17,8   |
| 24,4   | 0-14 ans     | 18,8   |

| Hommes | Classe d’âge | Femmes |
| ------ | ------------ | ------ |
| 0,5    | 90 ou +      | 1,4    |
| 5,5    | 75-89 ans    | 7,6    |
| 15,6   | 60-74 ans    | 16,3   |
| 20,8   | 45-59 ans    | 20     |
| 19,4   | 30-44 ans    | 19,4   |
| 17,6   | 15-29 ans    | 16,2   |
| 20,6   | 0-14 ans     | 19,1   |

## Culture locale et patrimoine

### Lieux et monuments
- Parc de biches et cerfs au Moulin de la Forge

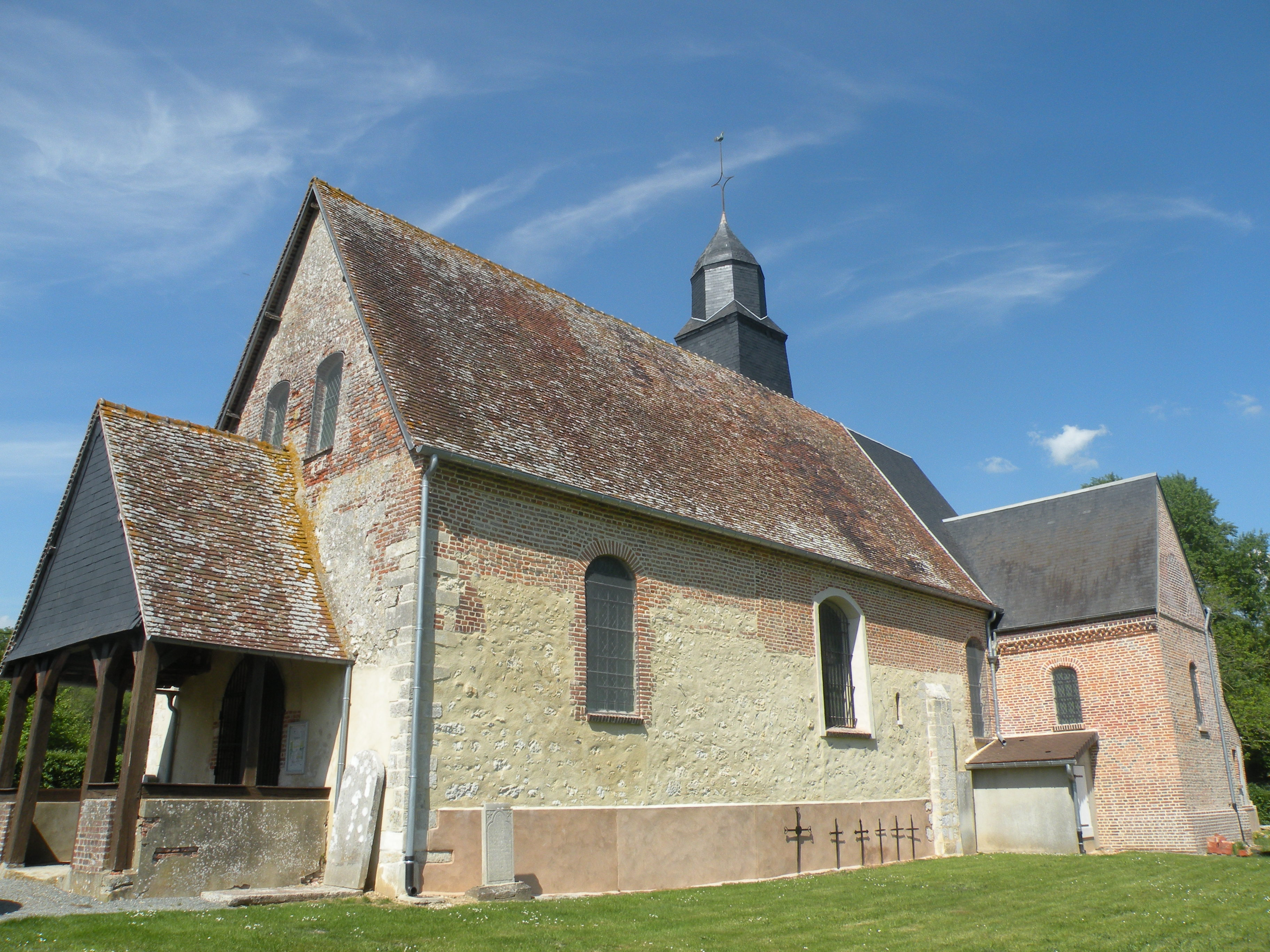
L'église.
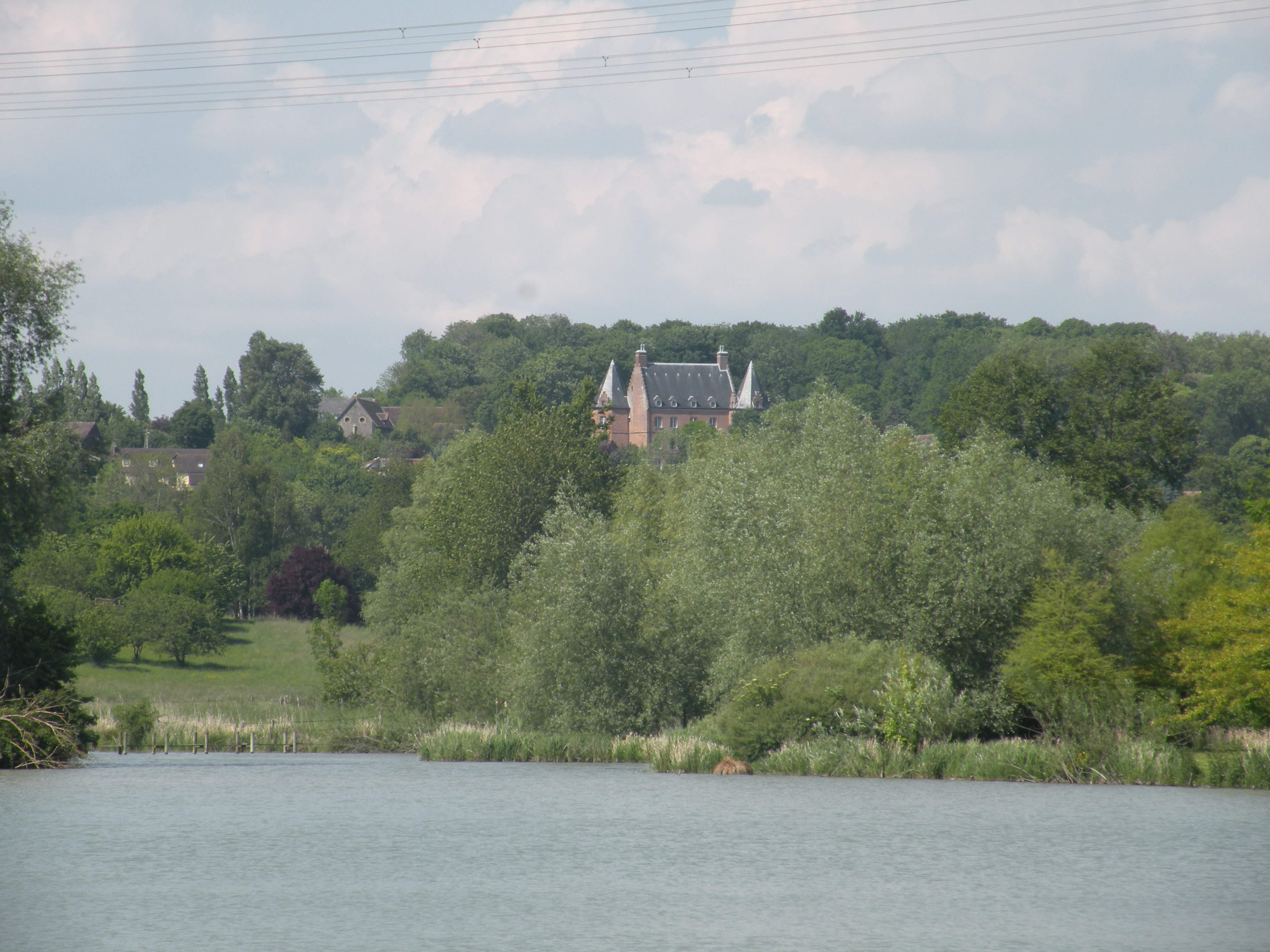
Le château.